# Lacaria schajovskoyi
Lacaria schajovskoyi là một loài bướm đêm trong họ Geometridae.